# Linkaluoppal
Linkaluoppal är en sjö i Kiruna kommun i Lappland och ingår i Torneälvens huvudavrinningsområde. Sjön har en area på 0,191 kvadratkilometer och ligger 348,5 meter över havet. Linkaluoppal ligger i Torneträsk-Soppero fjällurskog Natura 2000-område. Sjön avvattnas av vattendraget Sevujoki.

## Delavrinningsområde
Linkaluoppal ingår i det delavrinningsområde (755712-169617) som SMHI kallar för Utloppet av Linkaluoppal. Medelhöjden är 414 meter över havet och ytan är 6,6 kvadratkilometer. Räknas de 5 avrinningsområdena uppströms in blir den ackumulerade arean 51,93 kvadratkilometer. Sevujoki som avvattnar avrinningsområdet har biflödesordning 3, vilket innebär att vattnet flödar genom totalt 3 vattendrag innan det når havet efter 387 kilometer. Avrinningsområdet består mestadels av skog (94 procent). Avrinningsområdet har 0,38 kvadratkilometer vattenytor vilket ger det en sjöprocent på 5,8 procent.